# Puž
Puževi su, u slobodnim smislu, gastropodi koji su zaštićeni ljušturama. Ime se najčešće primjenjuje na kopnene puževe, suvozemne pulmonatne gastropodne mekušce. Međutim, zajedničko ime puž se isto tako koristi za većinu mekušaca članova klase Gastropoda koji imaju zamotane ljuske koje su dovoljno velike da se životinja može u potpunosti uvući u njih. Kada se reč „puž” koristi u tom opštijem smislu, ona obuhvata ne samo kopnene puževe nego i brojne vrste morskih puževa i slatkovodne puževe. Gastropodi kojima prirodno nedostaje ljuska, kao i oni koji imaju samo unutrašnju ljusku, uglavnom se nazivaju puževi golaći. Kopneni puževi koji imaju samo veoma malu ljusku (u koju se životinja ne može potpuno uvući) se obično zovu polugolaćima.
Puževi imaju znatnu važnost za ljude. Oni se javljaju kao prehrambeni proizvodi, kao štetočine, i kao vektori bolesti. Njihove školjke se koriste kao ukrasni predmeti i bivaju inkorporirane u nakit. Puževi takođe imaju izvesni kulturni značaj, i bili je korišteni u metaforama.

## Pregled
Puževi koji dišu koristeći pluća pripadaju grupi Pulmonata, koja je tradicionalno formulisana. Na bazi nalaza molekularne studije koju su sproveli Jorger et al. 2010. godine, utvrđeno je da se radi o polifiletičkoj grupi. Drugim rečima, puževi sa plućima i puževi sa škrgama čine niz taksonomskih grupa koje nisu nužno usko povezane jedna sa drugom, nego što su povezane sa nekim drugim grupama. Puževi koji imaju pluća i oni koji imaju škrge su se toliko razgranali tokom geološkog vremenskog perioda da se nekoliko vrsta sa škrgama može naći na kopnu, a brojne vrste sa plućima mogu se naći u slatkoj vodi. Čak i nekoliko morskih vrsta ima pluća.
Puževi se mogu naći u veoma širokom spektru okruženja, uključujući jarkove, pustinje i velike morske dubine. Iako su kopneni puževi poznatiji laicima, morski puževi čine većinu vrsta puževa i imaju mnogo veću raznolikost i veću biomasu. Brojne vrste puževa mogu se naći i u slatkoj vodi.
Većina puževa ima na hiljade mikroskopskih struktura nalik na zube koje se nalaze na trakastom jeziku nazvanom radula. Radula funkcioniše kao turpija, koja kida hranu na male komade. Mnogi puževi su biljojedi, jedu biljke ili hrapave alge sa površina pomoću svojih radula. Nekoliko kopnenih vrsta i mnoge morske vrste su omnivori ili predatorski mesožderi. Puževi ne mogu da apsorbuju obojene pigmente kada jedu papir ili karton, tako da su njihovi izmeti takođe obojeni.
Nekoliko vrsta iz roda Achatina i srodnih rodova su poznati kao gigantski afričkih kopneni puževi; neki narastu do 15 in (38 cm) od njuške do kraja repa, i teže 1 kg (2 lb). Najveća postojeća vrsta morskog puža je Syrinx aruanus; njegova ljuska može da bude dugačka i do 90 cm (35 in), i cela životinja sa ljuskom može da teži do 18 kg (40 lb).
Puž Lymnaea donosi odluke koristeći samo dva tipa neurona: jedan odlučuje da li je puž gladan, a drugi da li ima hrane u blizini.
Najveći poznati kopneni gastropod je afrički gigantski puž Achatina achatina, čiji najveći zabeleženi primerak je imao dimenzije 39,3 cm (15,5 in) od njuške do kraja repa potpuno izdužen, sa dužinom ljuske od 27,3 cm (10,7 in) prema podacima iz decembra 1978. godine. On je težio tačno 900 g (2 lb). Ovaj puž, koga su zvali Dži Džeronimo, je bio u vlasništvu Kristofera Hadsona (1955–79) iz Houva u Istočnom Saseksu, UK, i bio je nađen u Sijera Leoneu u junu 1976. godine.

## Značaj za ljude
Kopneni puževi su poznati kao poljoprivredne i baštenske štetočine. Neke vrste su kulinarske poslastice, a povremeno bivaju i kućni ljubimci.

### U poljoprivredi
Postoje razne mere kontrole puževa koje vrtlari i poljoprivrednici koriste u pokušaju smanjenja štete na vrednim biljkama. Tradicionalni pesticidi se još uvek koriste, kao i mnoge manje toksične opcije kontrole, kao što su koncentrovani rastvori belog luka ili pelina. Metal bakar je takođe sredstvo za odbijanje puževa, pa stoga pojas bakra oko debla drveta sprečava puževe da se penju i dosegnu do lišća i voća. Stavljanje zgnječenih ljuski jaja na tlo oko vrtnih biljaka takođe može da odvrati puževe od dolaska u biljaka.
Vrsta puža Rumina decollata hvata i jede baštenske puževe, i zbog toga je ponekad uvodi kao biološki agens za kontrolu štetočina. Međutim, to nije bez problema, jer dekolatni puž isto tako napada i proždire druge gastropode koji mogu predstavljati vredan deo autohtone faune datog područja.

## Kulturni prikazi

### Simbolizam
Zbog svoje sporosti, puž se tradicionalno smatra simbolom lenjosti. U hrišćanskoj kulturi, korišćen je kao simbol smrtnog greha lenjosti. Psalam 58:8 koristi puževu sluz kao metaforičku kaznu. U mitologiji Maja, puž je povezan sa seksualnom željom, oličen u bogu Habu.

### Proricanje i druge religiozne upotrebe
Puževi su bili široko zapaženi i korišćeni u gatanju. Grčki pesnik Hesiod je pisao da su puževi označavali vreme za žetvu penjući se po stabljikama, dok je astečki bog meseca Tekciztekatl nosio školjku puža na leđima. Ovo je simbolizovalo ponovno rođenje; puževa sklonost pojavljivanju i nestajanju bila je upoređena sa Mesecom.

### Ljubavne strele i Kupid
Profesor Ronald Čejs sa Univerziteta Makgil u Montrealu sugeriše da bi drevni mit o Kupidovim strelama mogao biti zasnovan na ranim zapažanjima upotrebe ljubavne strele kopnenih puževa vrste Cornu aspersum.

### Metafora
U savremenom govoru, izraz „pužev tempo“ se često koristi da opiše spor, neefikasan proces. Izraz „puževa pošta“ se koristi da označava redovnu poštansku dostavu papirnih poruka za razliku od isporuke e-pošte, koja može biti gotovo trenutna.
U srednjovekovnim i renesansnim rukopisima puževi su prikazani kao komični reljef zbog sličnosti između oklopa vitezova i školjke puževa.

### Tekstili
Određene vrste puževa, posebno porodica Muricidae, proizvode sekret koji je prirodna boja. Drevna tirska ljubičasta je pravljena na ovaj način kao i druge ljubičaste i plave boje. Ekstremni trošak vađenja ovog sekreta u dovoljnoj količini je ograničavao njegovu upotrebu na veoma bogate. Takve boje su dovele do toga da se određene nijanse ljubičaste i plave povezuju sa kraljevstvom i bogatstvom.

## Literatura
- J. Mouthon, Typology of molluscs of flowing water; biotypological organisations; socioecological groupings; Annls Limnol. 17  (2):, 1981
- Haynes A (2000). „The distribution of freshwater gastropods on four Vanuatu islands: Espiritu Santo, Pentecost, Éfate and Tanna (South Pacific)”. Annales de Limnologie. 36 (2): 101—111. doi:10.1051/limn/2000006., PDF.
- Vermeij J. & Wesselingh F. P. „Neogastropod molluscs from the Miocene of western Amazonia, with comments on marine to freshwater transitions in molluscs”. Journal of Paleontology. 76 (2): 265—270. 2002. doi:10.1666/0022-3360(2002)076<0265:NMFTMO>2.0.CO;2..
- >J.B. Burch (1982). Freshwater snails of North America. - nepis.epa.gov
- van Batenburg1 F. H. D. & Gittenberger E. „Ease of fixation of a change in coiling: computer experiments on chirality in snails”. Heredity. 76: 278—286. 1996. doi:10.1038/hdy.1996.41.. .
- Wandelt, J.; Nagy, L.M. (2004). „Left-Right Asymmetry: More Than One Way to Coil a Shell”. Current Biology. 14 (16): R654—R656. Bibcode:2004CBio...14.R654W. PMID 15324681. doi:10.1016/j.cub.2004.08.010.
- Foias A. E. (2000). „Entre la política y economía: Resultados preliminares de las primeras temporadas del Proyecto Arqueológico Motul de San José” (PDF). XIII Simposio de Investigaciones Arqueológicas en Guatemala, 1999 (Edited by J.P. Laporte, H. Escobedo, B. Arroyo and A.C. De Suasnávar) (на језику: шпански): 771—799. Архивирано из оригинала (PDF online publication) 2009-03-18. г. Приступљено 2009-03-01.
- Nair, K. K.; Muthe, P. T. (1961). „Effect of Ribonuclease on Shell Regeneration in Ariophanta sp”. Nature. 192 (4803): 674—675. Bibcode:1961Natur.192..674N. PMID 14478026. doi:10.1038/192674b0.

## Spoljašnje veze
- Gastropods by J. H. Leal – Information on some gastropods of the tropical Western Atlantic, specifically the Caribbean Sea, with relevance to the fisheries in that region
- Radiocarbon Dating of Gastropod Shells. .
- Antonio Ruiz Ruiz, Ángel Cárcaba Pozo, Ana I. Porras Crevillen & José R. Arrébola Burgos Caracoles Terrestres de Andalúcia. Guía y manual de identificación. 303 pp.,  84-935194-2-1. (from website)